# Einstellung (Film)

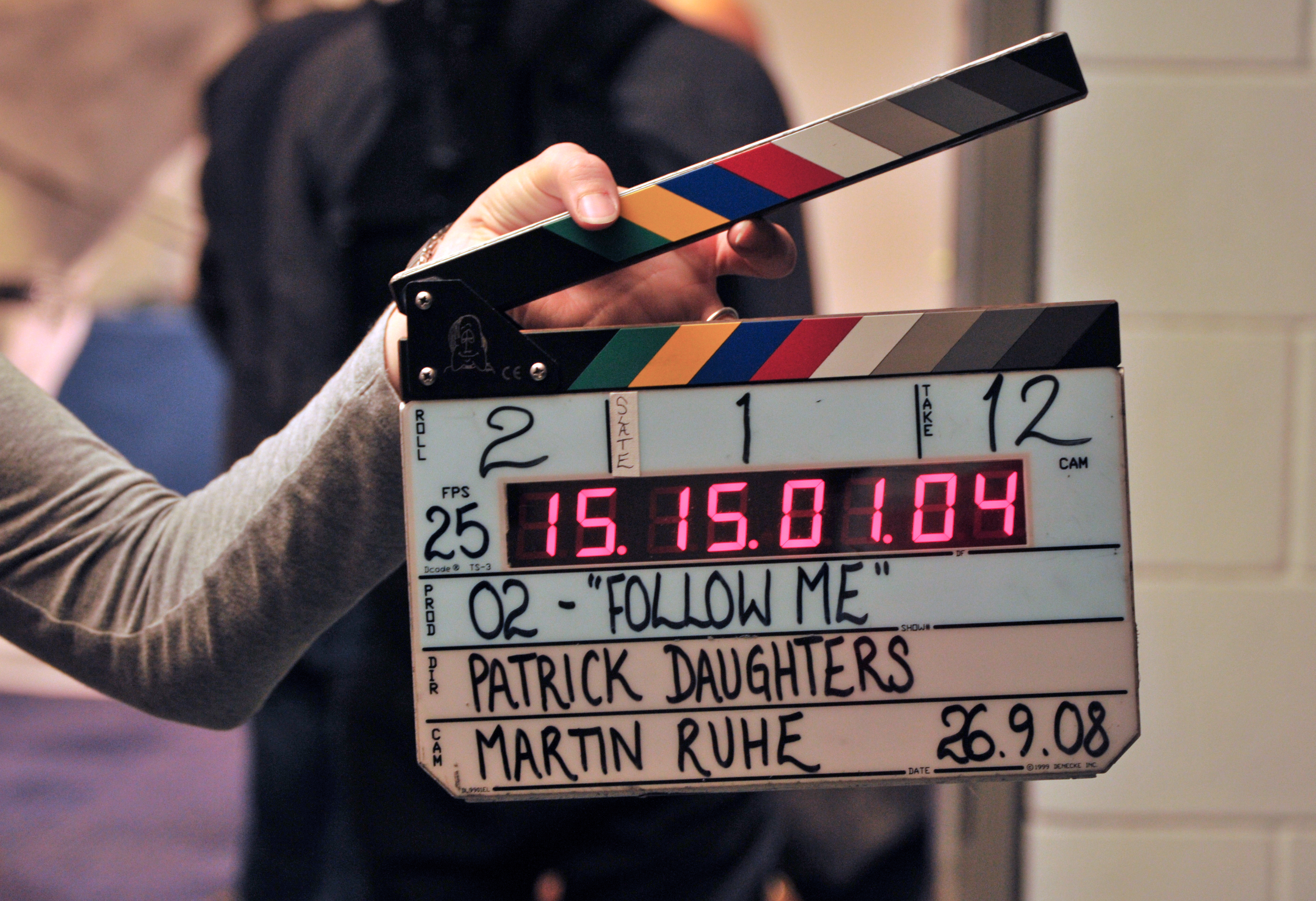
Filmklappe weist auf Take 12 hin

Einstellung (englisch shot, take) ist in der Filmtechnik eine Folge von Einzelbildern, die ohne Unterbrechung mit einer Filmkamera aufgenommen wurden. Sie ist die kleinste Einheit des Films.

## Allgemeines
Aus den verschiedenen Einstellungen wird später der gesamte Film geschnitten. Dabei können Einstellungen auch geteilt werden, um z. B. ein Gespräch abwechselnd aus verschiedenen Perspektiven darzustellen. Das Wort „Einstellung“ stammt aus der Stummfilmzeit, als die Kameraeinstellung während einer Szene nicht verändert wurde. Heute ist die Kamerabewegung auch in einem ununterbrochenen gefilmten Vorgang üblich. Jedes neue „Take“ wird auf einer Filmklappe verzeichnet und diese vor das Kameraobjektiv gehalten. Die Einstellungen wechseln in einer Szene.
In der Tontechnik wird von Take gesprochen.

## Einstellungslänge
Die Dauer ist von den Intentionen abhängig, da die Stimmung im Film neben der Musik hauptsächlich vom Schnitt beeinflusst wird. Sollen alle Details einer Einstellung wahrgenommen werden, so sollte die Einstellung etwa so lange stehen, wie ihre verbale Beschreibung dauert.
Tempo und Rhythmus eines Films werden durch die Länge der Einstellungen mitbestimmt. Eine Faustregel aus dem klassischen Filmschnitt besagt, dass eine Einstellung mindestens drei Sekunden dauern soll, um dem Zuschauer genügend Zeit zu geben, Bildkomposition und -inhalt zu „lesen“. Die aufeinanderfolgenden Einstellungen sollten sich nicht zu ähnlich sein, also in Perspektive und Einstellungsgrößen variieren. Unter dem Einfluss von Musikvideos ist diese Regel allerdings zunehmend in den Hintergrund getreten. Es gibt aber auch frühere Beispiele für eine bewusste Missachtung dieses Richtwertes, meist um gezielt ein Gefühl der Unruhe zu erzeugen. Berühmt geworden ist in diesem Zusammenhang die „Duschszene“ in Alfred Hitchcocks Thriller Psycho: In einer Zeitspanne von 45 Sekunden wird das Publikum mit insgesamt 70 Schnitten bombardiert, wodurch die verstörende Wirkung des zentralen Mordes massiv verstärkt wird. Der Effekt wird zusätzlich gestützt durch eine anschließende Plansequenz, die in einer betont langsamen Kamerafahrt die nachfolgende Minute bis an die Grenzen des Erträglichen in die Länge zieht.
Der Regisseur kann von einer Einstellung mehrere so genannte Takes drehen lassen, entweder um offensichtliche Patzer zu korrigieren (Versprecher, Lacher, sichtbare Tonangel etc.) oder um später beim Schnitt einen größeren Entscheidungsspielraum zu gewährleisten. Durch eine Zerteilung in Schnitt und Gegenschnitt können auch unterschiedliche Takes der gleichen Einstellung unauffällig miteinander kombiniert werden, da der Schnitt zwischen den Takes durch einen eingefügten Gegenschnitt verschleiert wird (siehe auch Zwischenschnitt#Separate Schnittbilder).
Auch im Bereich der Filmsynchronisation wird der Begriff „Take“ benutzt, um einzelne Abschnitte eines Filmes, die vertont werden sollen, voneinander zu trennen. In diesem Zusammenhang sind die Begriffe „Einstellung“ und „Take“ synonym, da bei der Synchronisation im Regelfall an der Filmmontage keine Änderungen mehr vorgenommen werden. Also existiert hier von jeder Einstellung genau ein Take.
Der Begriff kommt wahrscheinlich aus der Fotografie, wo man den größten Teil der Zeit mit verschiedenen Einstellungen, z. B. Licht, für eine Aufnahme zu tun hat.
Mitunter wird am Ende einer Einstellung durch den Tonschnitt der Filmton (Geräusche oder Filmmusik) der nächsten Szene „angeschnitten“, um eine Überleitung zu schaffen oder Suspense aufzubauen.

## Gestaltungsmittel während einer Einstellung
- Einstellungsgröße
- Bildkomposition
- Brennweite
- Standpunkt und Blickwinkel
- Kamerabewegung
- Lichtgestaltung
- Dauer der Einstellung

Nach der Aufnahme erfolgt die Gestaltung der Montage. Die Intention der Montage muss allerdings schon bei der Aufnahme berücksichtigt werden. Geplant werden kann dies im Drehbuch, genauere Planung erfolgt mit einer Shotlist oder einem Storyboard. Eine Shotlist zeigt die aufeinanderfolgenden Schnitte in Tabellenform (und als Text) während ein Storyboard die geplanten Shots in comicähnlichen Bildern darstellt. Erstellt man die beiden Dinge vor dem Dreh (also in der Preproduction), so kann man den Dreh flüssiger ablaufen lassen.
Innerhalb derselben Einstellung können einzelne Parameter variiert werden, z. B. die Schärfe. Das Set Dressing (Arrangement von Kulissen und Requisiten, Ausleuchtung etc.) wird hingegen meist einmalig „eingestellt“ und höchstens zwischen zwei Takes verändert. Derartige Änderungen können zu Anschlussfehlern führen, wenn sie nicht auch für die zugehörigen Gegenschnitte nachvollzogen werden.
In der Filmkunst wird die Darstellung eines gefilmten Schauspielers oder Objekts einer Einstellung in Einstellungsgrößen angegeben.

## Einstellungsgrößen
Folgende Einstellungsgrößen werden unterschieden:
- Totale (long shot), Überblick, Orientierung
- Halbtotale (medium long shot), Szenerie, eingeschränktes Blickfeld
- Amerikanische Einstellung (medium shot), z. B. vom Knie aufwärts, (früher in amerikanischen Westernfilmen eingesetzt, so dass man den Kopf bis zum Colt sieht. Daher der Name.)
- Halbnahaufnahme (medium close-up), z. B. obere Körperhälfte
- Nahaufnahme (close-up), z. B. Drittel der Körpergröße
- Großaufnahme (very close-up), z. B. Kopf bildfüllend
- Detailaufnahme (extreme close-up), z. B. Teile des Gesichts[1]